# Graeme Sharp
Graeme Marshall Sharp (født 16. oktober 1960 i Glasgow, Skotland) er en tidligere skotsk fodboldspiller (angriber) og manager.
Sharps karriere blev primært tilbragt i England, hvor han spillede 11 sæsoner hos Everton F.C. i Liverpool. Her var han en del af klubbens succesfulde hold op gennem 1980'erne, der vandt to engelske mesterskaber, én FA Cup-titel samt Pokalvindernes Europa Cup i 1985. I fire sæsoner var han klubbens topscorer. Han spillede desuden for Dumbarton, Oldham og Bangor City.
Sharp spillede desuden 12 kampe og scorede ét mål for det skotske landshold. Hans første landskamp var et opgør mod Island 28. maj 1985, hans sidste en kamp mod Malta 22. marts 1988.
Han repræsenterede sit land ved VM i 1986 i Mexico og spillede én af skotternes tre kampe i turneringen, der endte med et exit efter indledende gruppespil.

## Titler
Engelsk mesterskab
- 1985 og 1987 med Everton

FA Cup
- 1984 med Everton

Charity Shield
- 1984, 1985, 1986 og 1987 med Everton

Pokalvindernes Europa Cup
- 1985 med Everton